# ヘレンハウゼン王宮庭園

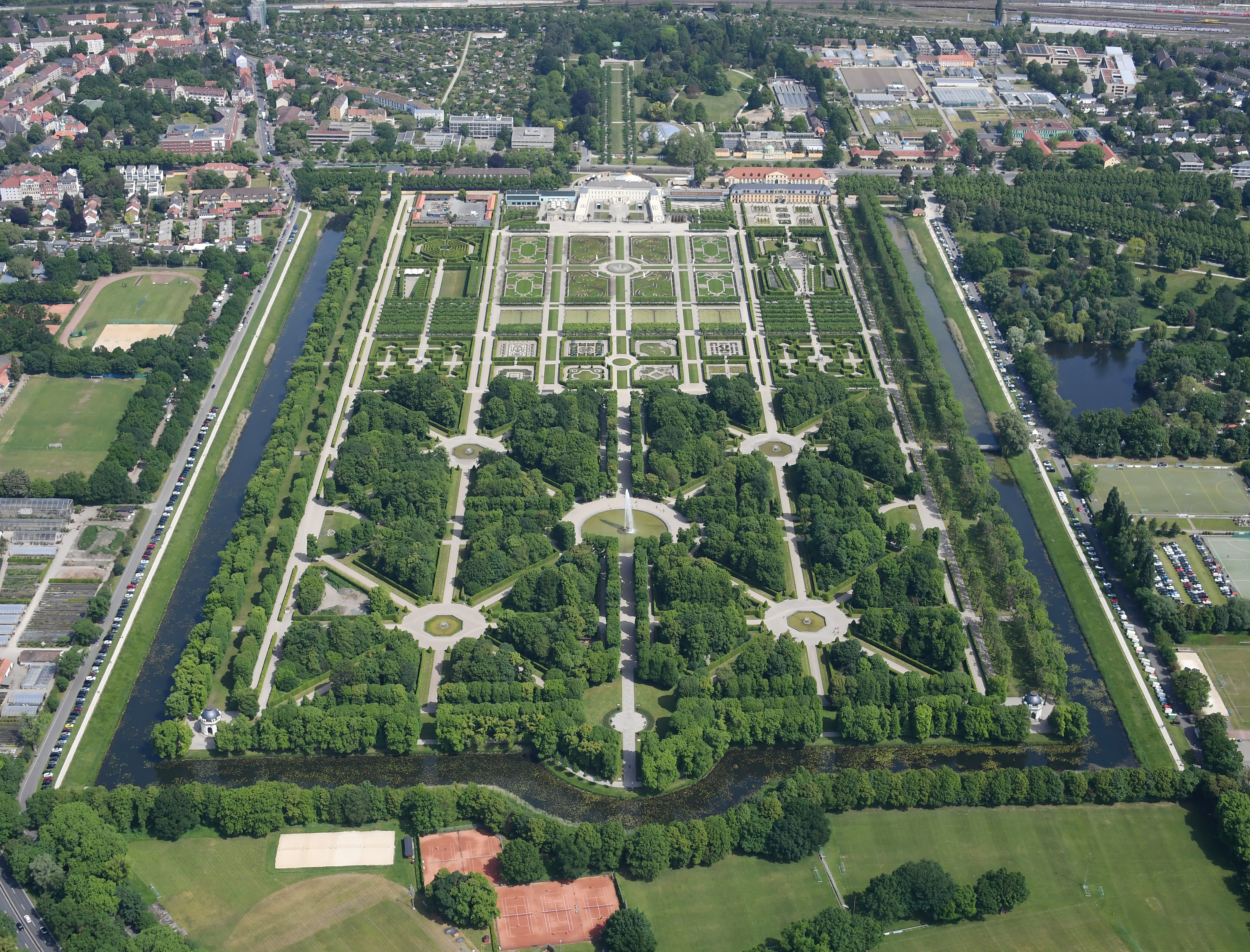
グローサー・ガルテンの航空写真

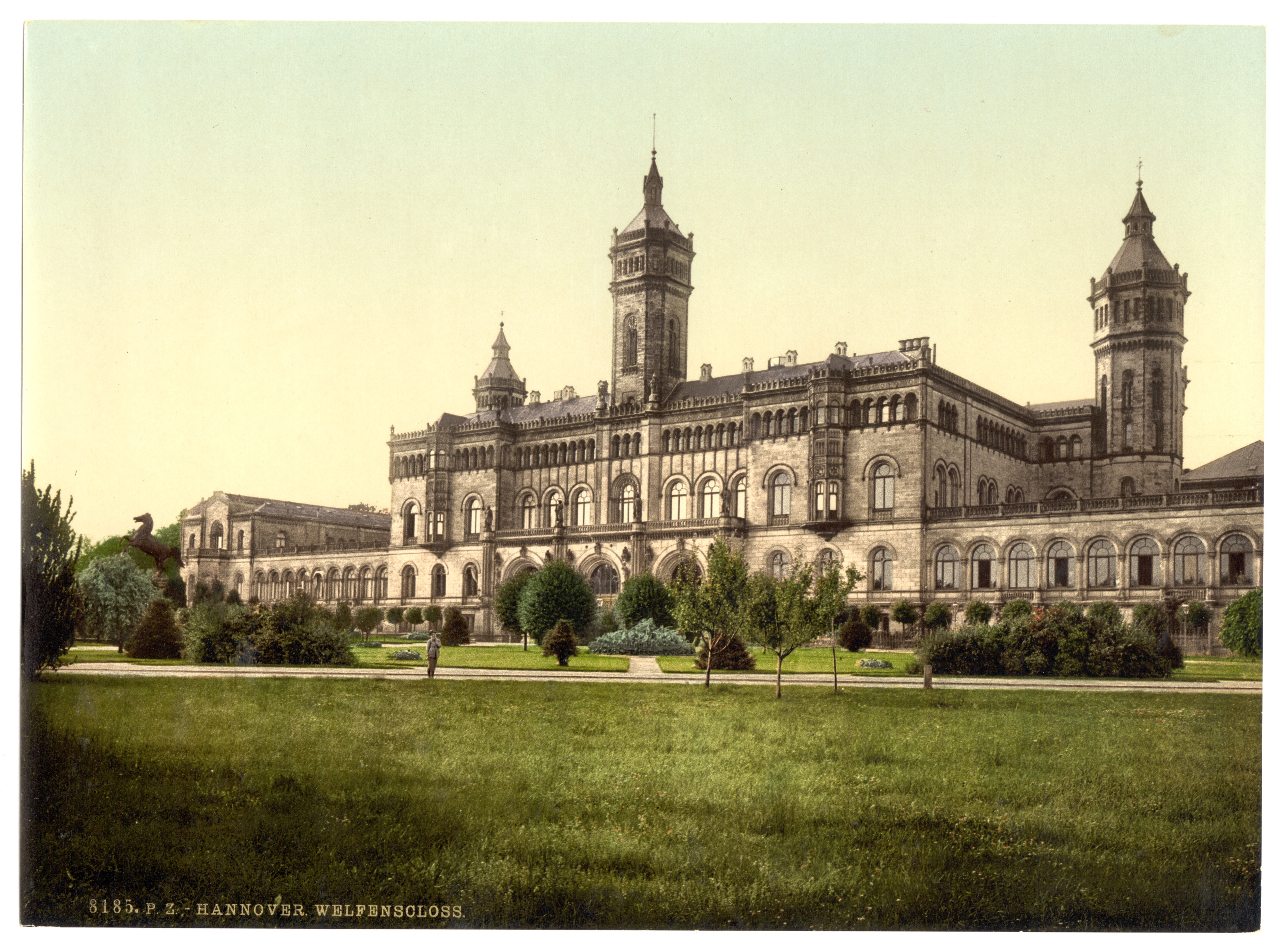
約1895年ごろのベルフェン庭園中心部のヴェルフ城（現：ハノーファー大学）

ヘレンハウゼン王宮庭園 （ドイツ語: Herrenhäuser Gärten, IPA: [ˈhɛʁn̩hɔʏzɐ ˈɡɛʁtn̩]、もしくはヘレンホイザー・ゲルテン、ヘレンホイザー王宮庭園）とは、ドイツ中北部、ニーダーザクセン州の州都ハノーファーにあるフランス式庭園である 。
グローサー・ガルテン（大庭園）、ベルク庭園、ゲオルゲン庭園、ベルフェン庭園の四つの庭園で構成されている。この庭園は、ハノーファー王家の遺産である。

## 各庭園の特徴
- 大庭園は、ヨーロッパでも有名な平面幾何学式フランス式庭園の一つである。大庭園では様々な催しが開催される。
- ベルク庭園（Berggarten）は、シンプルな菜園から、ハノーファー王家の霊廟、水族館（2000年まで温室があったが、2006年に水族館となった）などを備えた大規模な植物園に発展した。
- ゲオルゲン庭園（Georgengarten）は、イギリス式庭園で、ヴィルヘルム・ブッシュ博物館などがある。
- ベルフェン庭園（Welfengarten）もイギリス式庭園で、ハノーファー大学の敷地となっている。

## 歴史
ブラウンシュヴァイク＝カレンベルク公ゲオルクは、Höringehusen村に家庭菜園を持っていた。息子のヨハン・フリードリヒが生まれた1665年に村を「ヘレンハウゼン」に改名し、城を建てた。庭師のMichael Grosse（de）に庭を設計させた。

## ギャラリー

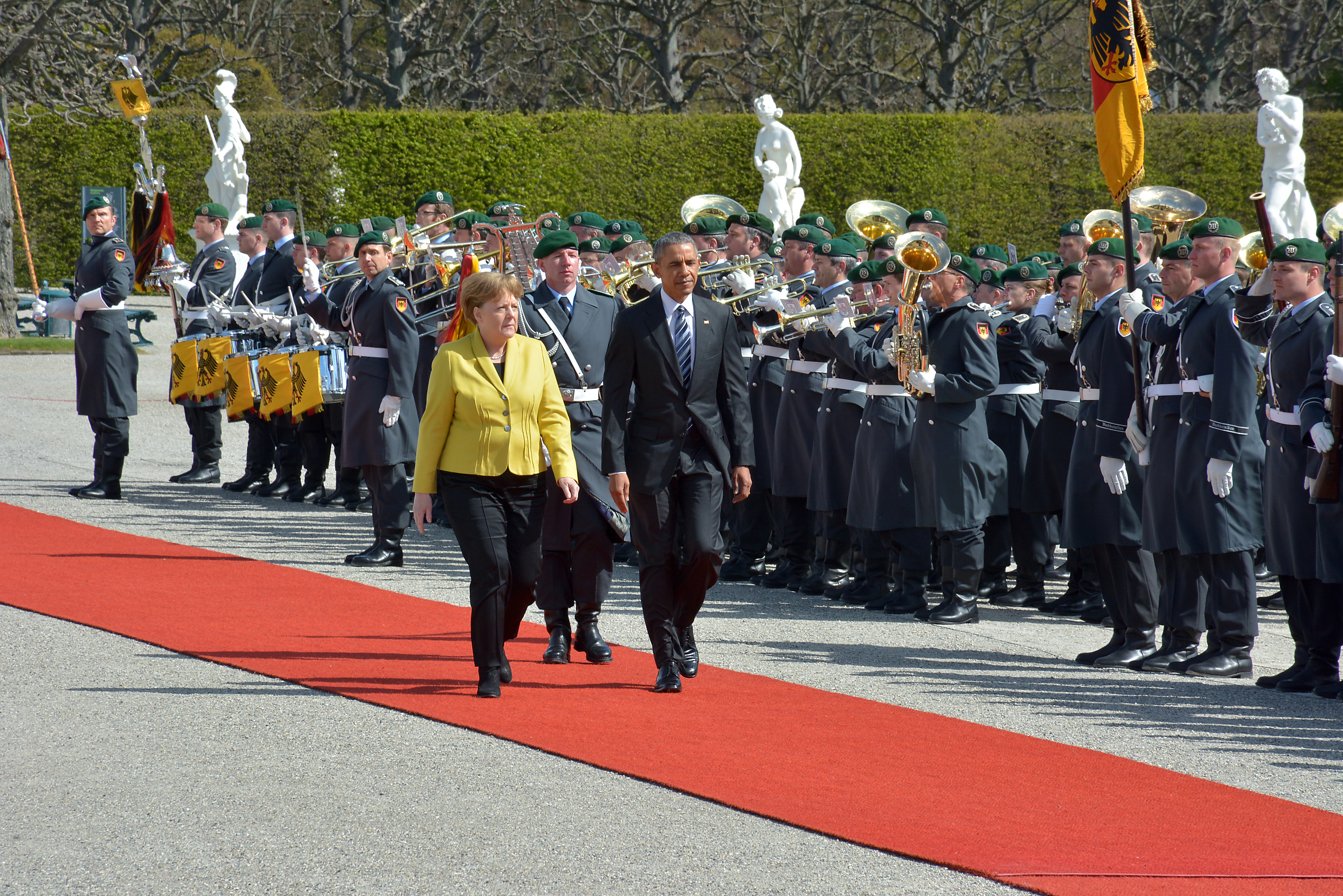
2016年のアンゲラ・メルケル首相がバラク・オバマ大統領を歓迎した時の様子
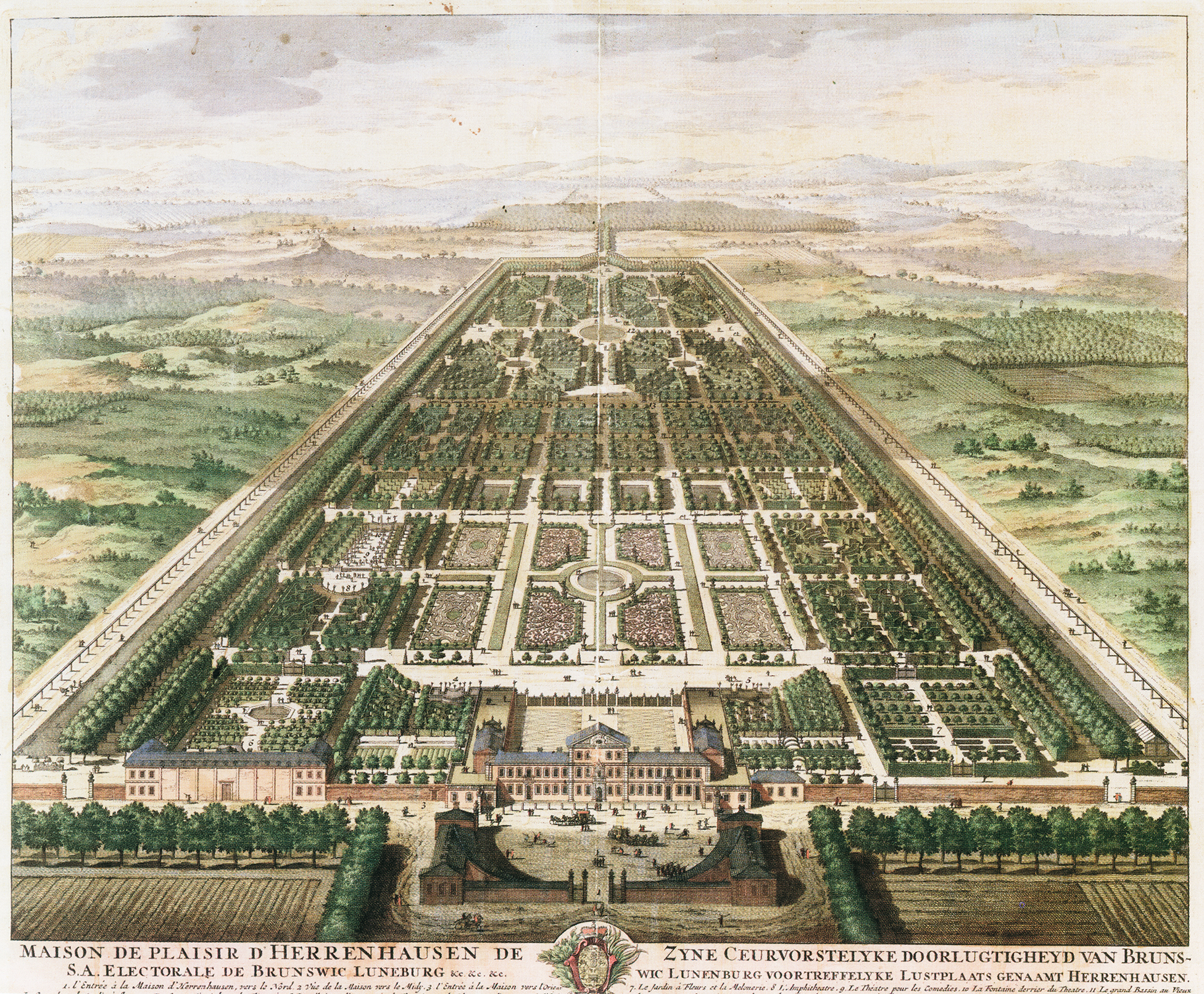
約1708年ごろの大庭園
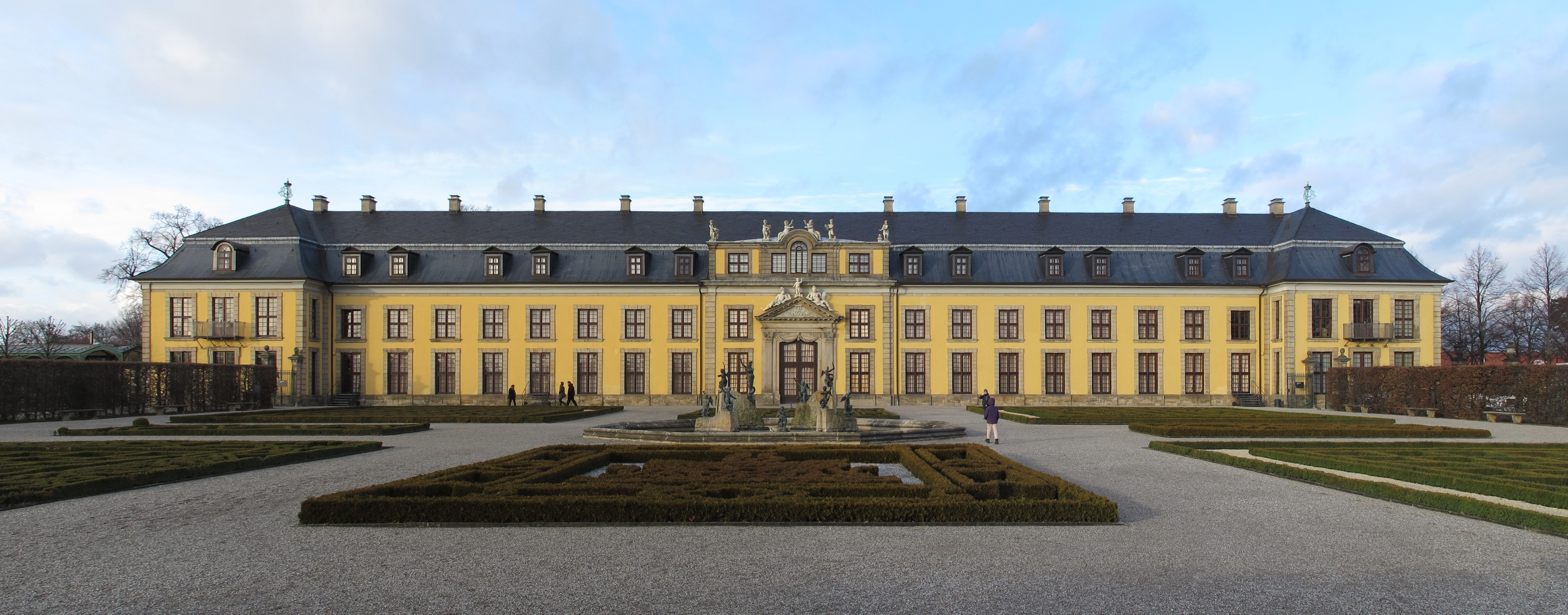
大庭園のGaleriegebäude（別名：ヘレンハウゼン城）
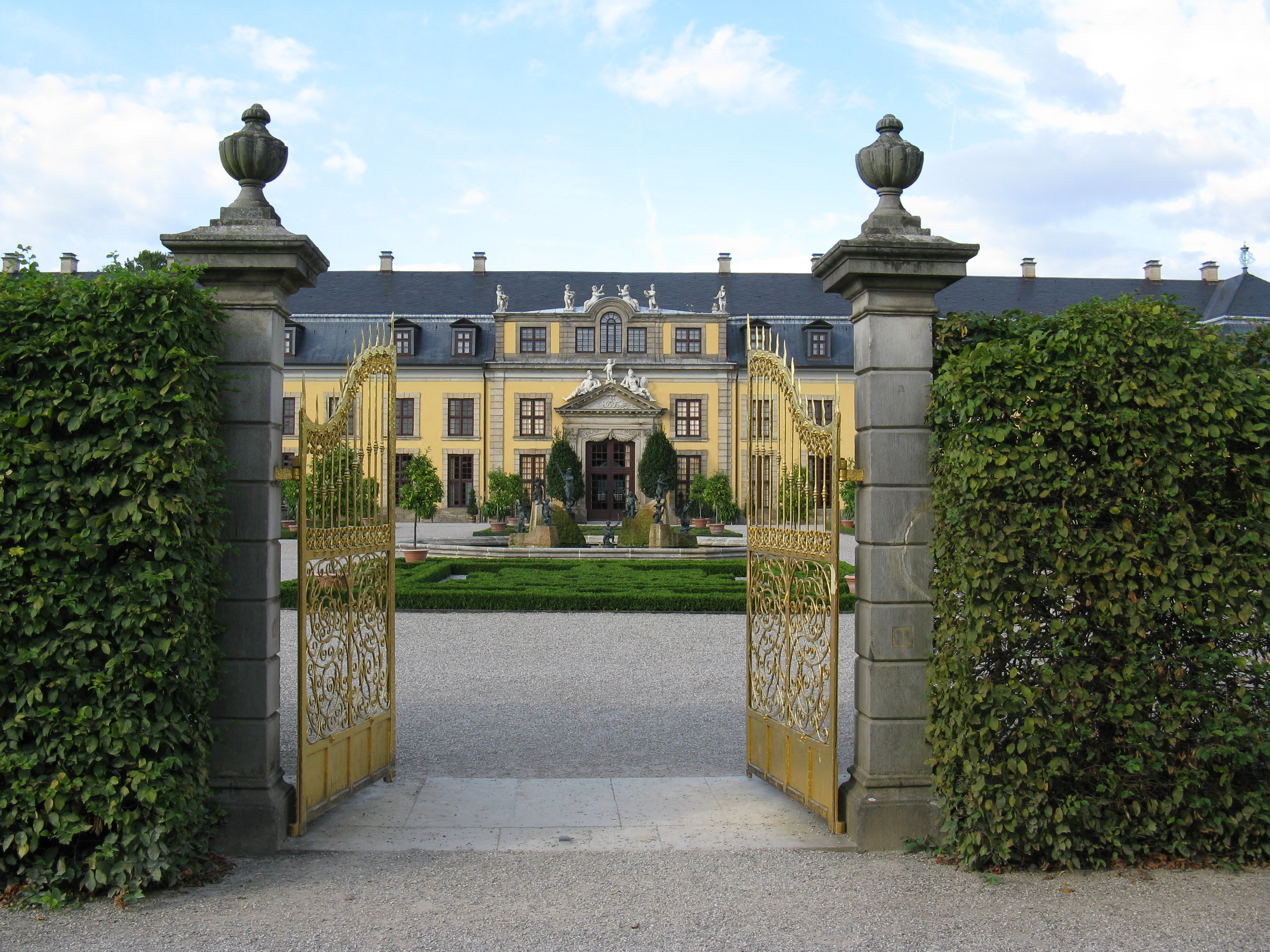
黄金門と Galeriegebäude
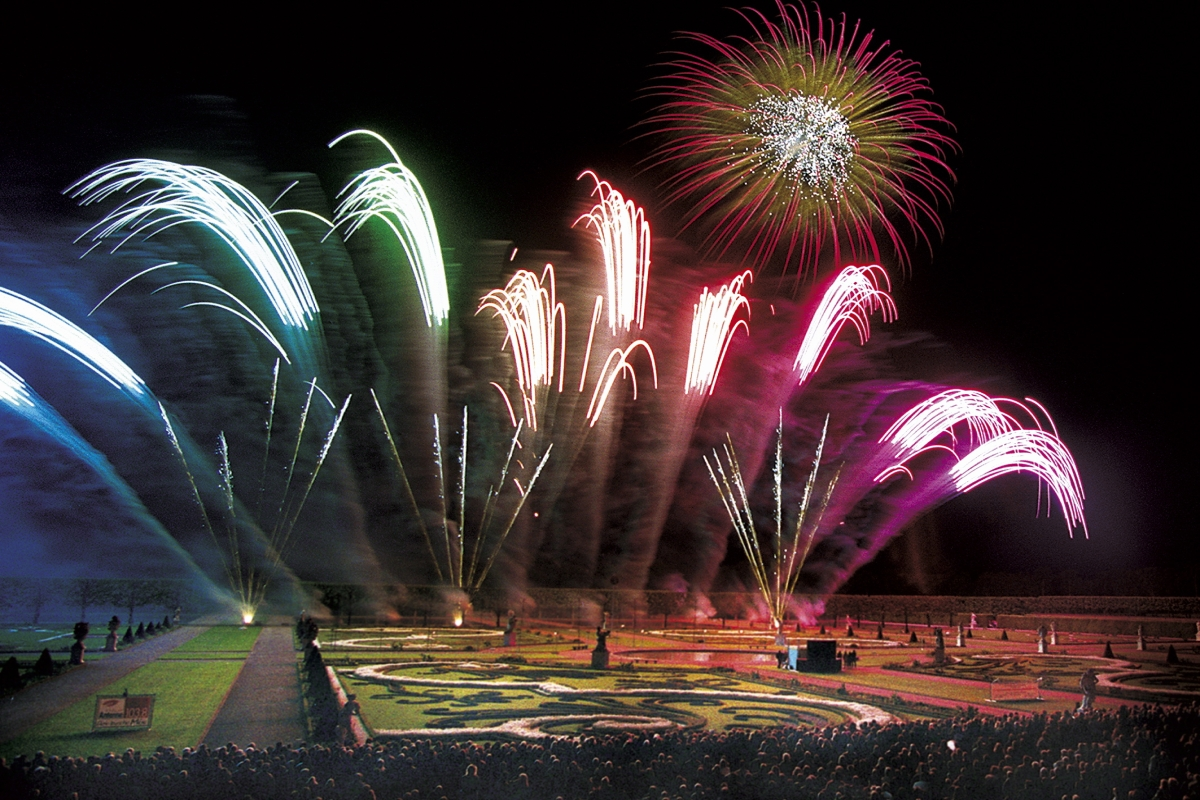
花火大会の様子
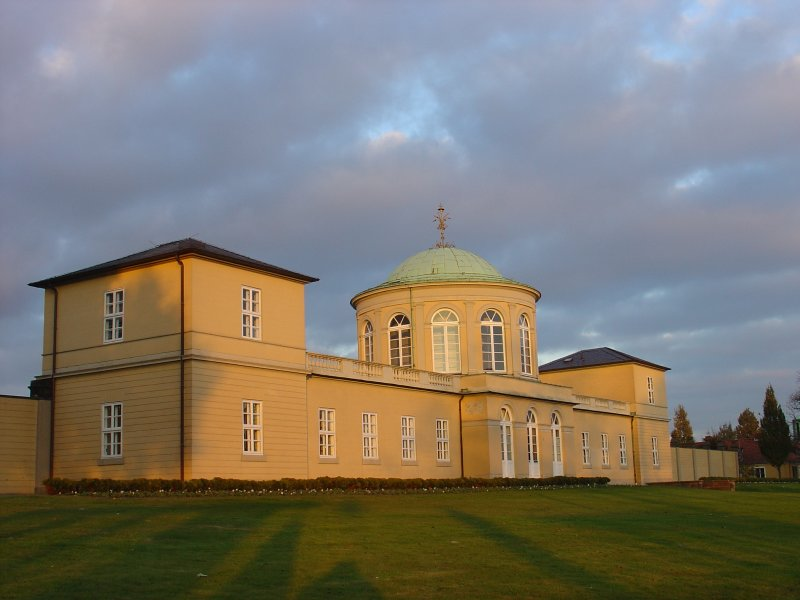
ベルク庭園の図書館
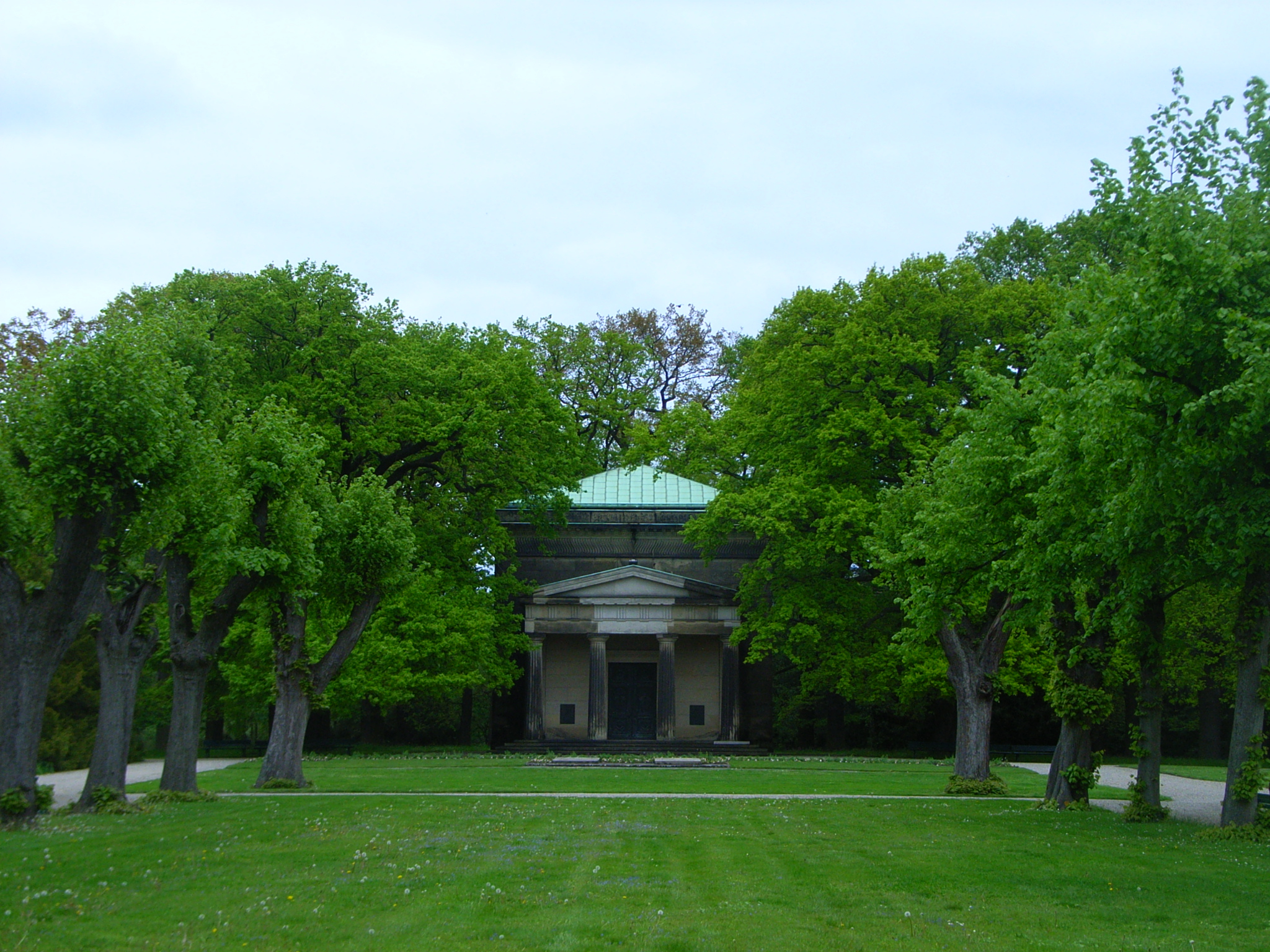
ベルク庭園の霊廟
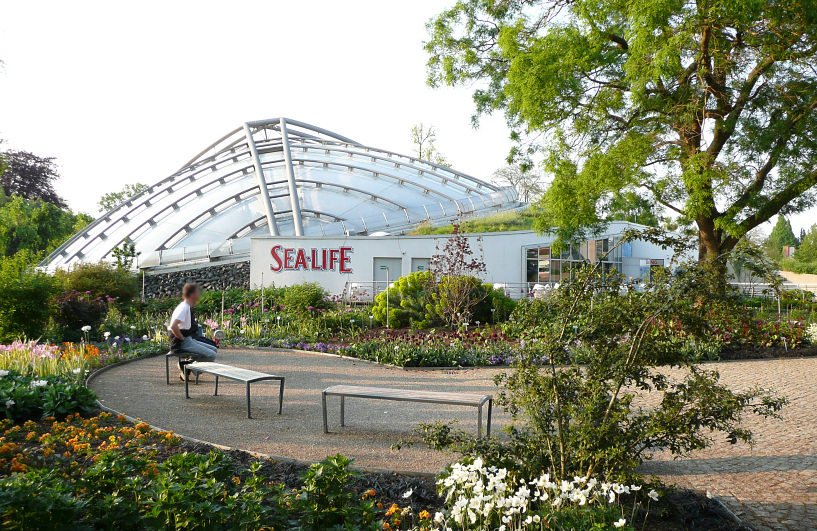
ベルク庭園のシーライフセンター